# E-lok och E2-lok
Mellan 1907 och 1920 levererades 131 ånglok littera E till Statens Järnvägar, 2 till Kalmar Järnvägar samt 1 till Sävsjöström - Nässjö Järnväg. Tillverkningen lades på de stora verkstäderna Nya AB Atlas (Atlas) i Stockholm, Nydqvist & Holm AB (Nohab) i Trollhättan, Vagn och Maskinfabriken i Falun (VMF) och AB Motala Verkstad.
I och med ökningen av trafikmängden och tåglängderna i Norrland behövdes en ersättare för de lok, littera K och L, som i huvudsak utförde detta arbete. Axeltrycket på T-loken, som började levereras 1899, var för högt för de norrländska spåren, och därför utvecklade man E-loken. Dessa fick fyra drivande axlar och saknade löpaxlar för att få all tyngd på drivhjulen. Axeltrycket blev 12,5 ton per axel. De två cylindrarna placerades innanför ramverket och pannorna byggdes med överhettare. Loken levererades med treaxliga tendrar.
14 lok såldes till Ostkustbanan under senare delen av 1920-talet. Dessa lok återkom dock till SJ 1933 när OKB förstatligades. Mellan 1935 och 1951 ombyggdes 90 av loken med en löpaxel framför drivhjulen, och ny littera E2. Ångpannan flyttades då också längre fram i ramverket, detta för att förbättra lokens gång och för att kunna höja lokens hastighet. Denna ökades genom ombyggnaden från 65 till 70 km/h. Ett antal lok försågs också med fyraxliga tendrar för ökad räckvidd. De sista E- och E2-loken togs ur trafik 1972. I ångloksepokens slutskede ställdes ett större antal lok undan i beredskapsreserv.
Ett större antal lok är alltjämt bevarade hos museer och veterantågsföreningar.

## Lokbilder

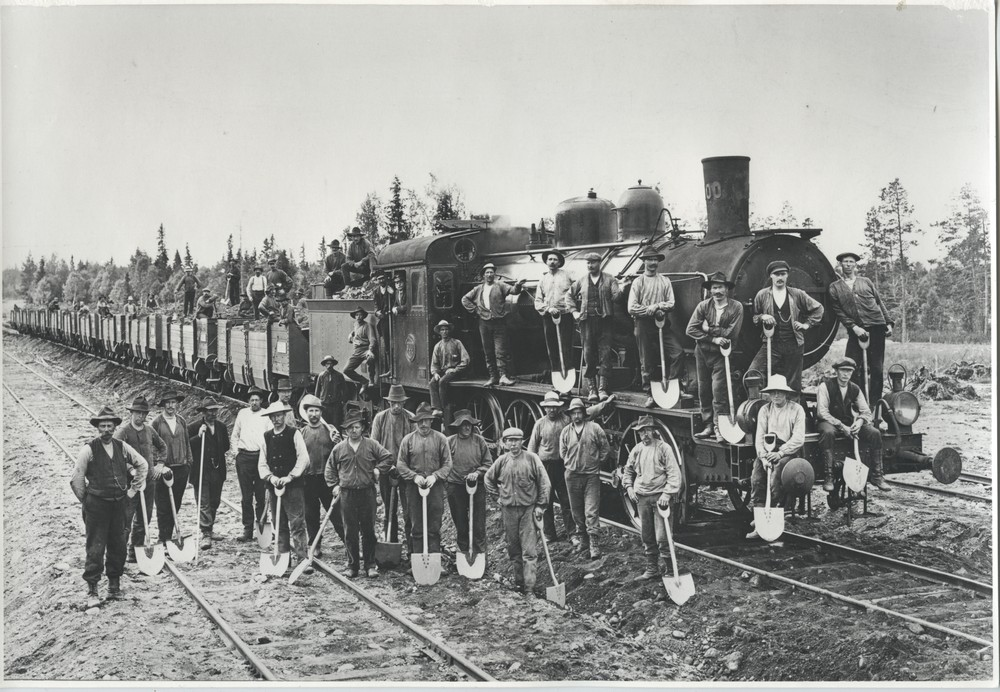
SJ E 900. Tillverkat 1909 av Nohab för SJ. Loket slopades 1972 och överlämnades till Sveriges Järnvägsmuseum. SJ E 900 var det för loket av denna typ som tillverkades.
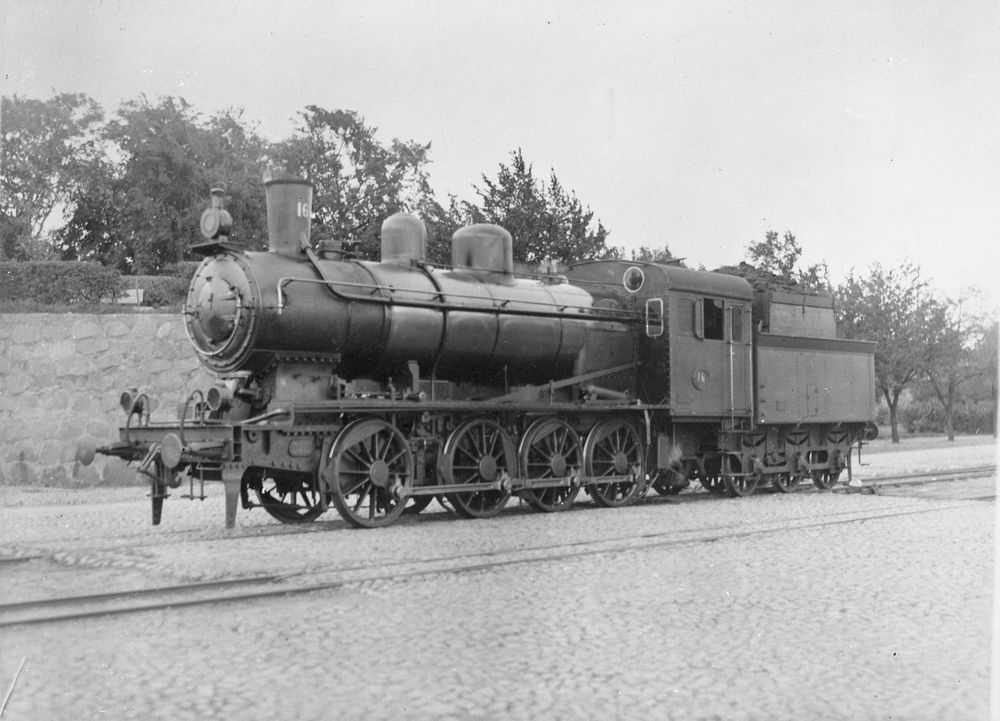
KJ E 16. Tillverkat 1917 för Kalmar Järnvägar av Motala verkstad. Köpt 1940 av SJ och omlittererat till SJ E 1536. Omlittererat 1943 till SJ E5 1536. Loket slopades 1970 och skrotades i Vislanda 1971.